# 戸室穂美
戸室 穂美（とむろ ほなみ、1989年2月8日 - ）は、日本のアナウンサー、キャスター。ジャパネットたかたのラジオショッピングMC。元ライムライト所属のフリーアナウンサー。

## 経歴・人物
東京都出身。中学校・高等学校を中高一貫校の三輪田学園で過ごす。少女時代よりピアノを習っており、また三輪田学園の6年間は合唱部に在籍するなど音楽に親しんでいた。
東京女子大学現代文化学部入学後、2008年にはミス東京女子大学に選出され、更にミスキャンパスコンテストにも挑戦した経歴を持つ。ミスキャンパス時代には古谷有美（上智大学→TBSテレビアナウンサー）、久冨慶子（青山学院大学→テレビ朝日アナウンサー）らと共に『週刊ヤングジャンプ』（2009年4月30日号／No.20）の表紙及びグラビアに登場している。また、古谷と久冨のふたりとはテレビ番組『ニューカマーズ』（フジテレビ、2009年1月6日深夜放送）でも共に出演している。
東京女子大学時代にはCNBroadcastingが企画・制作した情報番組『CampusNavi.TV』（TOKYO MX 他4局で放送）にキャスターとして出演した。
大学卒業後はフリーアナウンサー事務所のライムライトに入所。独立局系やJ:COM系地域局の番組出演の他に、『ワールドスポーツMLB』（NHK BS1）や『モーニングチャージ!』（テレビ東京）など東京キー局での出演実績もある。
2017年11月6日よりテレビ東京の夕方枠報道番組『ゆうがたサテライト』サブキャスターに起用され、2019年9月30日まで出演した。
2020年3月末に、約7年間所属した事務所を既に退所していることを報告した。2021年頃はショップチャンネルのキャスト（司会者）を務めていた。2022年10月からはジャパネットたかたのラジオショッピングMC
を担当している。

## 出演番組
- CampusNavi.TV（TOKYO MX 他4局、2010年）
- ふじさわ情報ナビ（J:COM湘南）-レポーター
- 夕なび（J:COM湘南）-レポーター
- ワールドスポーツMLB（NHK BS1、2014年7月19日 - 2015年3月22日、土曜・日曜日担当）-メインMC
- かながわ旬菜ナビ（テレビ神奈川、2015年4月5日 - 2016年3月27日）- 3代目旬菜キャッチャー
- シャキット! （チバテレ、2016年4月6日 - 2017年3月29日）-お天気キャスター
- モーニングチャージ!（テレビ東京）
- ゆうがたサテライト（テレビ東京、2017年 - 2019年）
- 江戸川区民ニュース（江戸川区役所広報制作、J:COM江戸川、2017年 - ）[11][12]
- ショップチャンネル（2020年 - 2022年） - キャスト[9]
- ジャパネットたかた（2022年10月 - ） - ラジオショッピングMC[10]